# Nordhausane
Nordhausane är en kulle i Antarktis. Den ligger i Östantarktis. Norge gör anspråk på området. Toppen på Nordhausane är 880 meter över havet.
Terrängen runt Nordhausane är huvudsakligen platt. Trakten är obefolkad. Det finns inga samhällen i närheten.